# Firmilian (Marin)
Firmilian, imię świeckie Nicolae Marin (ur. 18 lutego 1901 w Plopeasa, zm. 29 października 1972 w Bukareszcie) – rumuński biskup prawosławny.

## Życiorys

### Młodość, edukacja, wczesna działalność
Pochodził z rodziny chłopskiej. W wieku czternastu lat wstąpił jako posłusznik do monasteru Ciolanu. W 1917 rozpoczął naukę w seminarium duchownym w Buzău. Jako jego słuchacz, w 1920, złożył wieczyste śluby mnisze, przyjmując imię zakonne Firmilian. 21 lutego tego samego roku został wyświęcony na hierodiakona przez biskupa Râmnic Aleksego. Ostatnie klasy seminarium ukończył w Gałaczu, równolegle uzyskał wykształcenie klasyczne w liceum w Bukareszcie i służył w soborze św. Mikołaja w Gałaczu. W 1924 rozpoczął studia historyczno-geograficzne na Wydziale Literatury i Filozofii Uniwersytetu w Bukareszcie.
W Bukareszcie służył w soborze Świętych Konstantyna i Heleny i jako diakon brał udział w intronizacji pierwszego patriarchy rumuńskiego, Mirona. W kolejnych latach był również wicedyrektorem szkoły psalmistów w Bukareszcie i kaznodzieją występującym na kanale radiowym należącym do Rumuńskiego Kościoła Prawosławnego. W 1938 ukończył – jako drugi kierunek – studia teologiczne i w roku uzyskania dyplomu został wyświęcony na hieromnicha, a następnie otrzymał godność archimandryty. Pracę naukową w dziedzinach geografii i historii łączył z kierowaniem, jako dyrektor, głównym seminarium duchownym Rumuńskiego Kościoła Prawosławnego w Bukareszcie.

### Metropolita Oltenii
W 1947, po restytucji archieparchii Krajowej, archimandryta Firmilian otrzymał nominację na jej ordynariusza, 30 listopada 1947 przyjął chirotonię biskupią, a 28 grudnia został intronizowany. W 1949 restytuowana została również metropolia Oltenii i arcybiskup Firmilian objął również ten urząd.
W celu poprawy poziomu wykształcenia duchowieństwa olteńskiego metropolita Firmilian w 1949 otworzył szkołę psalmistów cerkiewnych, której absolwenci mogli kontynuować naukę teologii na studiach wyższych. W 1955 otworzył seminarium duchowne w Mofleni, na miejscu dotąd istniejącej szkoły psalmistów. Położył również znaczące wysiłki w celu zwalczania analfabetyzmu we wspólnotach mniszych metropolii Oltenii. Na mocy jego decyzji wszyscy mnisi i mniszki w eparchii musieli ukończyć specjalne trzyletnie szkoły. Metropolita Firmilian skutecznie bronił również monasteru Tismana przed likwidacją.
Zmarł w 1972 po krótkiej chorobie i został pochowany w katedralnym soborze św. Dymitra w Krajowej.